# Vue de l'évolution centrée sur les gènes
Pour le livre de Richard Dawkins, voir Le Gène égoïste.

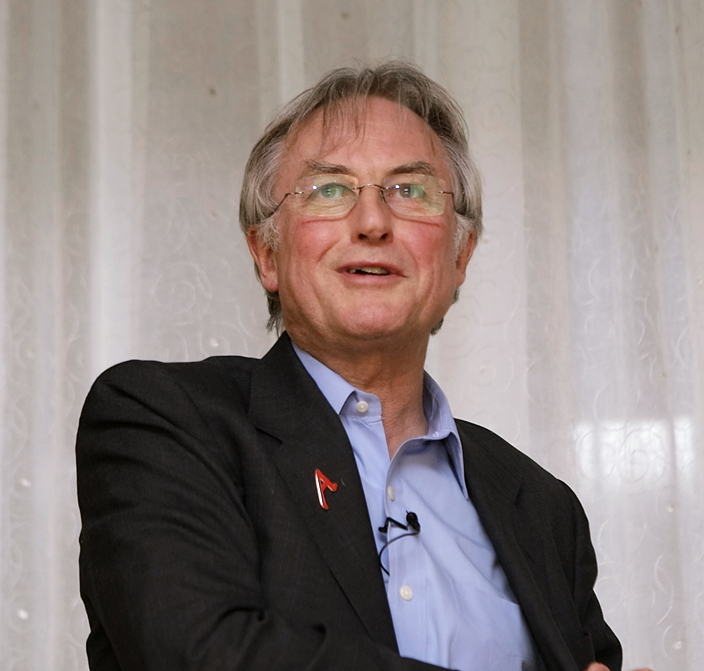
Richard Dawkins

La vue de l'évolution centrée sur les gènes, théorie de la sélection par les gènes ou du gène égoïste (selfish gene) est une conséquence de la théorie de l’évolution par sélection naturelle de Charles Darwin. Elle s’appuie sur le résultat de différentes recherches visant à expliquer l’apparition de traits altruistes chez les êtres vivants. Les contributeurs à ces recherches sont J. B. S. Haldane qui a étudié l’altruisme dans les populations, des biologistes de l’évolution et des sociobiologistes comme Robert Trivers. Le pionnier en matière de recherche sur l'altruisme animal est W. D. Hamilton, qui a effectué une mathématisation de la théorie de la sélection de parentèle, vulgarisée ensuite par E. Wilson.
Le biologiste et éthologue Richard Dawkins reprendra ces différentes théories dans son ouvrage Le Gène égoïste.

## Le livre
Le Gène égoïste est un ouvrage de R. Dawkins publié en 1976, destiné selon lui à trois catégories de personnes : le néophyte, l’étudiant et le professionnel. Le livre, qui explique la présence de l’altruisme dans le monde biologique, est favorablement reçue, et sa théorie exposée fait consensus parmi la communauté scientifique aujourd’hui.
Dans cet ouvrage R. Dawkins cherche à montrer que l'échelle pertinente à laquelle s'applique la sélection naturelle (ou sélection des plus aptes) est celle du gène en qualité de réplicateur, et non l'échelle de l'individu ni de l'espèce.
Un chapitre de ce livre introduit le terme « mème » qui sera à l'origine de la « mémétique », une théorie qui fait un parallèle entre l'évolution biologique et l'évolution des idées (voir idéosphère).

## Théorie

### Le gène comme unité de sélection
Pour montrer l’importance du gène, R. Dawkins propose de revenir aux origines de la vie sur Terre, là où les molécules non vivantes ne se différenciaient pas ou peu des molécules vivantes, la définition du vivant et non-vivant étant floue.

R. Dawkins définit la soupe originelle comme étant un amas de molécules plus ou moins complexes. De là viendra le premier réplicateur, c'est-à-dire une molécule capable de se multiplier en créant des copies d’elle-même. Cela deviendra ce que nous nommons aujourd’hui le gène, qu’il définit comme : 
« une portion de matériel chromosomique qui dure potentiellement pendant un nombre suffisant de générations pour servir d’unité de sélection naturelle » Le Gène égoïste 
Cependant, il est possible de noter qu’aujourd’hui encore il n’existe pas de consensus sur la définition d’un gène. Toutefois les scientifiques s’accordent à dire que c’est une unité d’hérédité correspondant à un segment d’ADN ou d’ARN, situé à un endroit précis du chromosome codant ou participant au codage avec d'autres gènes et éventuellement l'interaction avec l'environnement d'un ou plusieurs caractères particuliers.
Pourquoi les gènes sont-ils l’unité de sélection la mieux adaptée selon R. Dawkins ?
Il y a trois caractéristiques primordiales qui sont à l’origine des réplicateurs : longévité, fécondité et fidélité.
Dans sa théorie, la compétition a une place importante. En effet, la Terre a une taille finie et il existe une certaine quantité de molécules de base nécessaires au fonctionnement des réplicateurs. La présence d’erreurs de copies fait que les molécules répliquées ne sont pas toutes identiques, cette variété permet aux pressions de sélection de s’effectuer. Seules des vitesses de multiplication plus rapides, une stabilité et une précision des copies plus importantes, des moyens de protection ou bien d’agression vis-à-vis des autres molécules seront conservés.

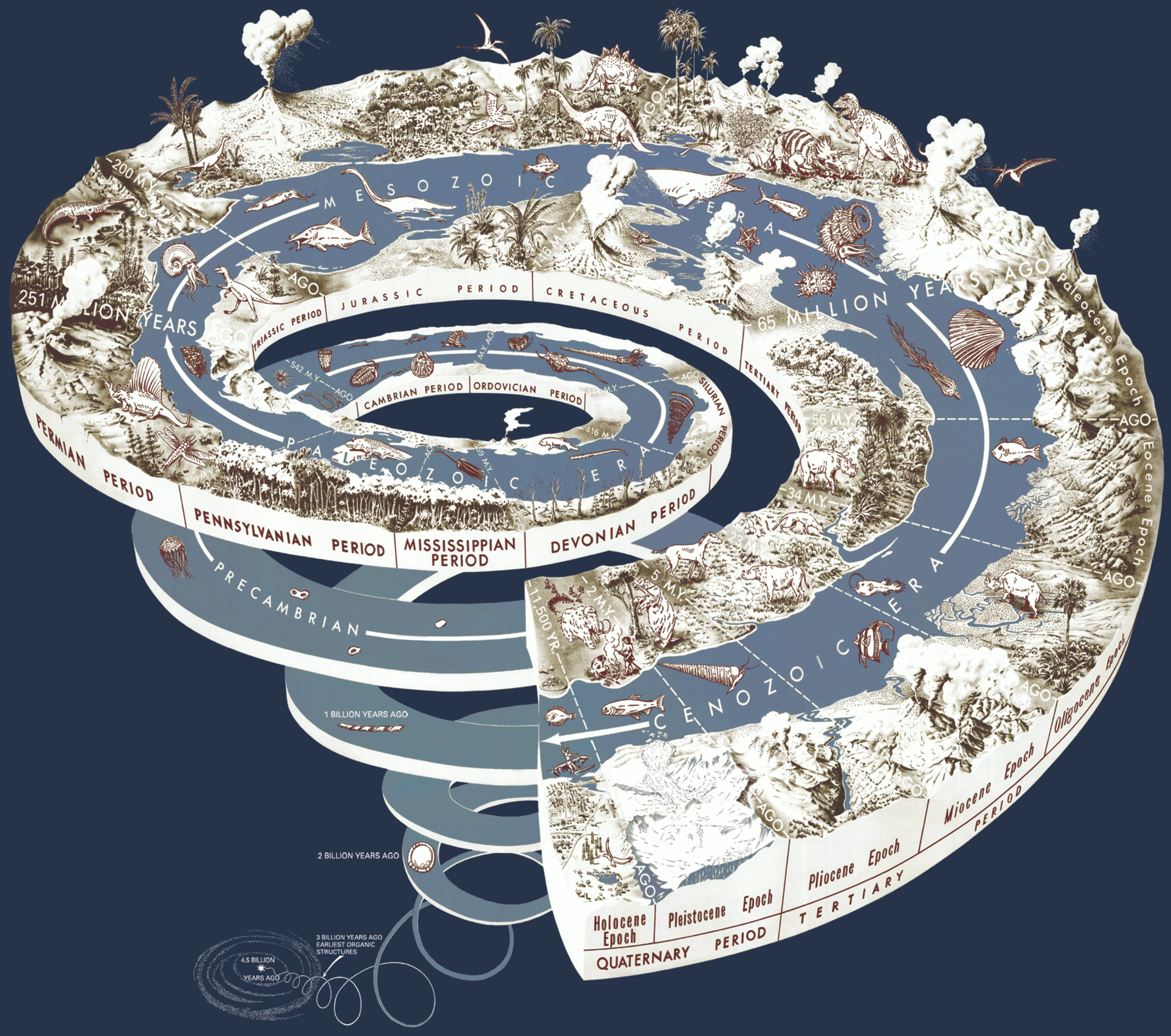
Figure 1 : Illustration du caractère éphémère d'une espèce dans les temps géologiques

Il montre donc que les gènes seraient aux commandes des êtres qui les transportent. En effet, les espèces ne sont pas une unité constante, elles sont régulièrement remplacées par évolution ou disparition (figure 1). Les espèces ne sont que des étapes dans l’évolution et lorsque nous regardons le génome des organismes, il est possible de voir que celui-ci a peu changé à travers les âges. Basé sur l’ontologie génétique, nous retrouvons que de nombreux gènes sont très communs et que certains sont partagés par toutes les espèces vivantes.
Par la reproduction, les êtres vivants permettent la transmission de leurs gènes à la génération suivante. Nous pouvons voir que plus un individu sera adapté à son environnement, plus celui-ci pourra avoir de descendants et de ce fait plus il va transmettre ses gènes.

La réplication de l’information génétique, via l’ADN qui sera transmise à la descendance, représente donc l’héritabilité. Elle donne aux gènes l’assurance de leurs survies au moins une génération supplémentaire. L’importance dans l’évolution n’est plus la survie de l’espèce mais la transmission de son génome. Ainsi, ce ne sont pas les individus, les populations, les espèces qui se reproduisent, mais ils reproduisent leurs gènes. Ils subissent les pressions de la sélection naturelle pour leurs capacités plus ou moins grandes à se répliquer de façon exacte. Les gènes sont alors dits « égoïstes » dans la mesure où ils travaillent non pas pour le bien de l’organisme mais pour leur propre bien, même si parfois l’un peut coïncider avec l’autre. 
«La véritable fonction d’utilité de la vie, ce vers quoi tout tend dans la nature, c’est la survie de l’ADN. Les différentes espèces ne sont que des artifices mis au point par les gènes pour se reproduire» Le Gène égoïste 
De plus, il est possible de voir que la théorie du gène égoïste peut expliquer la présence de séquences d’ADN qui n’ont aucune utilité dans notre génome, par exemple les éléments transposables qui le composent à 45 %. En effet, certains gènes, même s’ils n’ont plus aucune utilité pour l’espèce qui les porte, continuent de se transmettre de génération en génération. Ces portions de gènes, dont les fonctions ont été rendues inactives et qui n’étaient plus indispensables à l’espèce, sont appelées pseudogènes. Leur présence peut se produire à cause d’une mutation rendant le gène non fonctionnel, mais aussi par l’insertion de morceaux d’ADN via la voie des rétro-éléments ou bien des transferts latéraux.
La théorie présente le fait que le gène est une unité plus stable à travers le temps que les organismes. L’évolution étant basée sur le long terme, les organismes permettent simplement de comprendre comment les gènes sont arrivés jusqu’à nos jours.

### Organisme comme véhicule
L’argument montre que l’apparition des êtres vivants dans l’évolution est due à la nécessité de protection des réplicateurs. Les organismes sont ainsi considérés comme des véhicules qui sont un mur physique entre les gènes et le monde extérieur. Ce sont eux qui vont interagir avec l’environnement.
Aujourd’hui, il est possible de voir différentes sortes de véhicules pour la survie, certains plutôt simples et d’autres très complexes. Cette diversité individuelle est le résultat des différentes associations de gènes ainsi que leurs stratégies de réplication. « Les machines à survie » sont donc le résultat entre la coopération de milliers de gènes pour résister aux pressions de sélection.

Dans son ouvrage The Extended Phenotype (1982), R. Dawkins précise qu’il désigne comme véhicule : 
« toute entité relativement discrète, telle qu'un organisme individuel, qui héberge des réplicateurs, et qui peut être considérée comme une machine programmée pour préserver et propager les réplicateurs qui chevauchent à l'intérieur » The Extended Phenotype 
D. Hull préfère définir les véhicules comme « interacteurs » qui ne sont pas exclusivement des organismes (cela peut se référer à des groupes plus larges comme des populations, des espèces). Ce sont des entités qui vont interagir avec leur environnement de sorte qu’elles vont permettre la réplication.

### Altruisme et égoïsme
R. Dawkins définit dans son œuvre l’altruisme de la façon suivante : 
« une entité telle qu’un babouin est dite altruiste si elle se conduit de façon telle qu’elle augmente le bien-être d’une autre entité du même type aux dépens du sien. Le comportement égoïste a exactement l'effet inverse ». Le Gène égoïste
L’altruisme est ici défini comme l’ensemble des actes d’un individu permettant d’aider ou de favoriser la survie ou la reproduction des autres individus de sa lignée ou de son espèce. Ces comportements vont à l'encontre de l'intérêt individuel. De plus, seules les conséquences de l’acte ici comptent. Un acte accidentellement bénéfique à autrui, qui serait potentiellement pénalisant pour l’individu, pourrait être considéré comme altruiste car l’intention de l’être n’est pas prise en compte.
La théorie évoque deux cas d’altruisme :
Dans le premier cas, il n’y a pas un vrai sacrifice individuel. Selon la théorie de Cave un individu vivant en groupe va prévenir de la présence d’un prédateur au risque de se faire repérer afin que la réaction du groupe dilue ses chances d’être prédaté. Par exemple, dans une nuée d’oiseaux qui s’envole, chaque individu a statistiquement plus de chance de s’en sortir que s’il s’était envolé seul face à un prédateur. Nous pouvons alors considérer ce premier cas comme de l’égoïsme individuel.
Le second cas est un altruisme où il y a un vrai sacrifice individuel. Cela se manifeste surtout chez les insectes sociaux où nous retrouvons par exemple les abeilles kamikazes qui vont se sacrifier pour protéger la ruche, ou bien les castes de fourmis stériles qui ne propageront pas leurs propres gènes, mais aideront à la propagation de ceux de la reine. Ces cas d’altruisme sont explicables par la sélection de parenté.
La sélection de parenté ou « kin selection » explique la coopération et l’altruisme au sein de la famille et prédit que le gène de l’altruisme peut augmenter dans une population. Il existe un coefficient de parentèle défini par W. D. Hamilton qui montre que la probabilité qu’un gène se retrouve dans le génome de deux individus diminue au fil de l’éloignement généalogique entre ceux-ci. Ce coefficient montre que si le bénéfice du geste altruiste en fonction du degré de parenté est supérieur au coût qui sera demandé au donateur, alors il sera bénéfique à celui-ci d’effectuer l’acte altruiste qui sera compensé par l’accroissement de la présence du gène altruiste dans la population via le bénéficiaire. Formulé mathématiquement par B * r > C (B est le bénéfice, r est le coefficient de parentèle et C est le coût infligé au donateur). Il est possible de voir que, plus deux organismes sont proches parents, plus les coûts des actes altruistes peuvent être élevés. De ce fait, l’altruisme peut se propager dans une population.

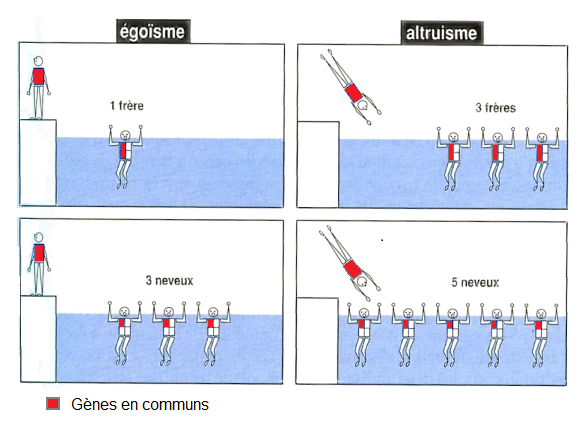
Figure 2 : Illustration de la question d'Haldane, où la quantité de gène en commun détermine si on effectue un acte altruiste ou non.

L’altruisme ne se fait pas à n’importe quel prix, cela a été illustré par J. B. S. Haldane qui soulevait la question : Était-il bon de se sacrifier pour sauver son frère ? La réponse est alors non car on peut penser que les individus qui sacrifient une partie de leurs aptitudes au profit des autres ont un désavantage en termes de sélection par rapport à ceux qui ne font pas ce sacrifice. Cependant, il est bon de se sacrifier pour sauver deux frères ou bien huit cousins, le bénéfice pour les gènes étant plus important que de ne rien faire (figure 2).

## Critiques
Selon R. Dawkins le gène comme réplicateur est parfait car potentiellement immortel. Cependant, comme il le mentionne dans son ouvrage, certains organismes notamment végétaux, comme un bois d’ormes, peuvent être considérés comme un seul individu. Les troncs sont reliés et forment des rejets de croissance du tronc ancestral. Or, un bois peut vivre très longtemps, voire potentiellement plus longtemps que certains gènes. Le choix du gène contre l’individu se retrouve moins logique[En quoi ?]. 
Il est donné une grande importance au réplicateur relativement à son environnement, cependant il a besoin de ce dernier pour se propager. R. Dawkins privilégie les mécanismes de transmission génétique. Or, de plus en plus d’études montrent l’importance d’autres mécanismes de transmission, notamment épigénétique.
Un génotype influe sur un comportement. Cependant il est probable que ce comportement n’ait pas lieu à cause de pressions de sélection qui peuvent aller dans d’autres directions[Quoi ?]. Il est donc possible de dire qu’il y a une facilitation et non une détermination génétique[réf. nécessaire].
S. J. Gould réfute la théorie du gène égoïste qu’il qualifie de « féconde erreur de logique » en la résumant de cette manière :
« Williams et Dawkins affirment tous deux la même argumentation en trois étapes : (1) les unités de sélection doivent nécessairement être des réplicateurs ; (2) les réplicateurs doivent nécessairement transmettre des copies fidèles (ou très peu modifiées) d'eux-mêmes d'une génération à l'autre ; (3) les traits des organismes sexués se désagrègent d'une génération à l'autre ; par conséquent, ces derniers ne peuvent être des unités de sélection, tandis que les gènes le peuvent, en raison de leur réplication fidèle. » The Structure of Evolutionary Theory
Selon S. J. Gould, le génotype ne peut être l’unité de sélection car c’est le phénotype qui est soumis directement aux pressions de l’environnement. Cette critique est abordée dans un autre livre de Dawkins, le phénotype étendu.
La théorie du gène égoïste se retrouve opposée à ses idées de sélection hiérarchique basées sur le modèle des équilibres ponctués. La sélection naturelle agit selon lui, non pas au niveau des organismes seuls, mais aussi au niveau des espèces qui sont alors considérées comme des individus évolutifs. 